# Eigil Nansen
Pour les articles homonymes, voir Nansen.
Eigil Nansen, né le 18 juin 1931 et mort le 28 février 2017 est une personnalité norvégienne, fils de Kari et Odd Nansen et le petit-fils de Fridtjof Nansen.
Il est connu pour avoir été l'allumeur (dernier porteur) de la flamme olympique en hiver, aux Jeux olympiques d'hiver de 1952 à Oslo. En 1991, il a remporté le prix Lisl et Leo Eitinger pour son travail avec les réfugiés et les droits de l'homme.